# Греъм Бонит
Греъм Бонит (на английски: Graham Bonnet, роден на 23 декември 1947 г.) е британски рок певец, участвал в групите Рейнбоу, Michael Schenker Group, Impellitteri и Алкатраз.

## „Рейнбоу“
Повикан е в Рейнбоу през 1979 г., за да завърши петия албум на групата „Down to Earth“, след като бившият певец на групата Рони Джеймс Дио отива в Блек Сабат. За следващия албум е повикан Джо Лин Търнър и така през 1980 г. Греъм Бонит напуска Рейнбоу. Хитове от периода му в групата са „Since You Been Gone“ и „All Night Long“.

## „Алкатраз“
Греъм Бонит основава група на име Алкатраз през 1982 г. до разпадането ѝ през 1987 г. Известни песни на Алкатраз са „Too young to die, too drunk to live“, „Kree Nakoorie“, „Hiroshima mon Amour“, „Island in the Sun“. Други участници от групата са Ингви Малмстийн, Стийв Вай, Джими Уолдо, Дани Джонсън, Гари Шей, Ян Увена.